# Molpadia holothurioides
Molpadia holothurioides is een zeekomkommer uit de familie Molpadiidae.
De wetenschappelijke naam van de soort werd in 1817 gepubliceerd door Cuvier.